# Roll Over Beethoven
Roll Over Beethoven ist der Titel eines im Jahr 1956 von Chuck Berry komponierten und aufgenommenen Evergreens.

## Entstehungsgeschichte
In der frühen Jugend nahm Chuck Berrys Schwester Lucy Berry zuhause das einzige Piano für ihre Übungen in klassischer Musik in Beschlag. Chuck Berry mit seiner Blues-orientierten Musik hatte das Nachsehen. Die Komposition von Roll Over Beethoven reflektiert diese Erfahrungen. Im Titel steht Ludwig van Beethoven symbolisch für klassische Musik, „roll over“ für „rück zur Seite, mach Platz“. Der größte Teil des Textes war deshalb seiner Schwester und nicht Beethoven selbst gewidmet. Da seine Mutter nicht für Gerechtigkeit sorgen wollte, überlegte Chuck Berry, seinen Ärger einem Radio-Disc Jockey zu schildern (“writing a letter and mailing it to the local DJ”). Er versucht den Rock ’n’ Roll in humorvoller Arroganz mit der Musik Beethovens und Tschaikowskis gleichzusetzen. Der Text kündigt einen musikalischen Generationenwechsel an: Beethoven und Tschaikowski, bzw. in einigen Aufnahmen auch Chopin, mögen sich im Grab umdrehen, Rock ’n’ Roll ist die Musik der Gegenwart. Schließlich bemüht er in Wortspielen die Epidemiologie bei einer vom Rock ’n’ Roll stammenden Lungenentzündung und einer vom Boogie-Woogie ausgelösten Grippe; eine Passage, die bereits ein Jahr später von Huey „Piano“ Smith mit dem Titel Rockin‘ Pneumonia and the Boogie Woogie Flu aufgegriffen wurde (Juli 1957). Berry zitiert mit Early in the Morning einen Titel von Louis Jordan (November 1947), Blue Suede Shoes von Carl Perkins (Januar 1956), und The Cat and the Fiddle bezieht sich auf Bo Diddley, der auch gerne Geige spielte.
Roll Over Beethoven wurde am 16. April 1956 zusammen mit Too Much Monkey Business, Brown Eyed Handsome Man, Havana Moon und Drifting Heart in Chuck Berrys erst dritter Aufnahmesession in Chicago aufgenommen. Als B-Seite wurde Drifting Heart ausgewählt. Die Besetzung bestand aus Chuck Berry (Gesang/Gitarre), Johnnie Johnson (Piano), Leroy Davis (Saxophon), Willie Dixon (Bass) und Fred Below (Schlagzeug). Produzenten waren die Labelinhaber Phil und Leonard Chess. Mangels eigener Tonstudios ließen sie – wie beinahe das gesamte frühe Chess-Repertoire – Chuck Berry in den Studios der Universal Recording Corporation von Chicago aufnehmen.

## Veröffentlichung und Erfolg
Roll Over Beethoven / Drifting Heart (Chess Records 1626) wurde im Mai 1956 als Single veröffentlicht und gelangte im August 1956 in die US-Pop-Hitparade, wo sie lediglich bis auf Rang 29 vordrang. In den Rhythm-and-Blues-Charts konnte sie Platz zwei erreichen. Trotz der nur mäßigen Platzierung in den US-Popcharts verkaufte sich die Single gut und avancierte zum zweiten Millionenseller für Chuck Berry. Roll Over Beethoven gehört zu den 50 Titeln, die der Library of Congress 2003 in das National Recording Registry aufnahm. Der Song rangiert auf Platz 97 der 500 Greatest Songs of all Time vom Musikmagazin Rolling Stone (Stand: 2004).

## Coverversion der Beatles

The Beatles – Roll Over Beethoven

Die überwiegende Mehrheit der Chuck Berry Coversongs der Beatles wurde von John Lennon gesungen. So sang er Roll Over Beethoven bis 1961, danach sang George Harrison das Lied. Es blieb bis zum Ende ihrer US-Tournee im September 1964 im Liverepertoire der Gruppe.
Die Beatles hatten Roll Over Beethoven am 25. Dezember 1962 live im Hamburger Star-Club gespielt, es wurde von Adrian Barber aufgenommen und erst auf der LP Live! at the Star-Club in Hamburg, Germany; 1962 im April 1977 veröffentlicht.
Die erste Studioaufnahme fand am 30. Juli 1963 in den Londoner Abbey Road Studios (Studio 2) mit dem Produzenten George Martin für die LP With the Beatles (November 1963) statt. Norman Smith war der Toningenieur der Aufnahmen. Die Band nahm insgesamt fünf Takes auf, wobei der fünfte für die finale Version verwendet wurde, auf der noch Overdubs eingespielt wurden. An diesem Tag wurden noch fünf weitere Lieder eingespielt.
Die Aufnahmen der Nachmittagssession, bei der auch Roll Over Beethoven aufgenommen wurde, dauerten ungefähr von 17 bis 23 Uhr.
Die Abmischung des Liedes erfolgte am 21. August 1963 in Mono und am 29. Oktober 1963 in Stereo.
Besetzung
- John Lennon: Rhythmusgitarre
- Paul McCartney: Bass
- George Harrison: Leadgitarre, Gesang
- Ringo Starr: Schlagzeug

In Deutschland erschien das Lied auf der LP With the Beatles am 12. November 1963 und in Großbritannien am 22. November 1963.
In den USA erschien Roll Over Beethoven auf der LP The Beatles’ Second Album im April 1964 und als Eröffnungstrack auf der EP Four by the Beatles im Mai 1964. Am 9. Dezember 1963 erschien in Kanada die Single Roll Over Beethoven / Please Mr. Postman, diese wurde in die USA exportiert und erreichte während der British Invasion Rang 68 der US-Charts. In Deutschland war Roll Over Beethoven die B-Seite von I Want to Hold Your Hand und erreichte separat Platz 31 in der deutschen Hitparade.
Am 28. Februar 1964 nahmen sie den Song live bei der BBC im Number One Studio, BBC Piccadilly Theatre, London, für die Sendung Saturday Club auf. Diese Version erschien am 28. November 1994 auf dem Album Live at the BBC.
Am 20. November 1995 wurde das Kompilationsalbum Anthology 1 veröffentlicht, auf dem Album befindet sich eine Liveaufnahme in Mono von Roll Over Beethoven, die ursprünglich für den schwedischen Radiosender Sveriges Radio eingespielt wurde.
Am 10. November 2023 wurde das Kompilationsalbum 1962–1966 erneut wiederveröffentlicht, auf diesem befindet sich erstmals Roll Over Beethoven, hier in einer von Giles Martin und Sam Okell 2023 neu abgemischten Version.

## Coverversionen
Es gibt mindestens 57 weitere Coverversionen. Carl Perkins griff das Evergreen als erster auf (30. Januar 1957). Gene Vincent coverte Roll Over Beethoven mehrfach, und zwar erstmals für die Fernsehserie Town Hall Party mit Countrymusik (live am 7. November 1959), für den BBC Saturday Club (7. Dezember 1963), in Gary Nielands Heimstudio (Salem (Oregon); 14./15. Mai 1969) und – kurz vor seinem Tod – in der Johnny Walker Radio Show (1. Oktober 1971). Weitere wesentliche Fassungen stammen von The Velairs (August 1961) oder von Pat Wayne & The Beachcombers. Diese unbekannt gebliebene Beatband nahm den Song ebenfalls in der Abbey Road in einer Beatles-ähnlichen Version auf (produziert von Bandmitglied Bob Barrat; November 1963).
Es folgten Bobby Russell (1964), Rattles (B-Seite von Bye Bye Johnny; April 1964), Johnny Rivers (LP Here We à Go Go Again!; Oktober 1964), Jerry Lee Lewis (6. Januar 1965), Linda Gail & Jerry Lee Lewis (produziert von Jerry Kennedy; September 1969), Billy M. Lawrie (Produzent war Maurice Gibb; November 1969), Ten Years After (LP Live at the Fillmore East; 27./28. Februar 1970) oder Mountain (Dezember 1971).
Jeff Lynne produzierte für sein Electric Light Orchestra (ELO) am 8. September 1972 eine überlange und ungewöhnliche Fassung von 8:09 Minuten Dauer. Sie nutzt im Intro den ersten Satz aus Beethovens 5. Sinfonie und interpoliert dieses Motiv beinahe übergangslos in Chuck Berrys nachfolgende Komposition durch einen schnellen E-Gitarren-Part. Das bekannte Beethoven-Riff aus vier Noten wird mit der Gitarre während des Songs wiederholt. Neben Jeff Lynne (Gesang, Gitarre, Moog-Synthesizer und Harmonium) gehörten zur Besetzung in den Londoner AIR-Studios noch Bev Bevan (Schlagzeug und Perkussion), Wilf Gibson (Violine), Mike Edwards und Colin Walker (Cello), Michael de Albuquerque (Bass) und Richard Tandy (Moog-Synthesizer, Piano, Gitarre und Harmonium). Im AIR-Studio nebenan fanden gleichzeitig auch Paul McCartneys Aufnahmen zu Live and Let Die statt, dessen Produzent George Martin bei ELO vorbeischaute und bestätigend mit dem Kopf nickte. Nach Veröffentlichung im Januar 1973 kletterte die auf 4:32 Minuten verkürzte Single-Version bis auf Rang 6 der britischen Hitparade und Rang 42 der US-Charts.

## Interpretation
Anders als es der Titel des Musikstückes vermuten ließe, fordert dieser nicht zu so etwas wie einem symbolischen Überrollen von Beethoven und seiner Musikkultur auf. Er ist vielmehr die Aufforderung an ihn, sich herüber zu schlagen auf die Seite und in die Sphäre der Popmusik. Berry berief den Heros der Wiener Klassik via Rocksong zu seinesgleichen. Gleichzeitig schlug damit die Geburtsstunde des Rock ’n’ Roll und bei konservativen Anhängern Klassischer Musik in den Vereinigten Staaten schlugen Wogen der Entrüstung über diese im Aufkommen begriffene – angeblich lärmende – „Unmusik“ hoch.
Nur wenige Jahre zuvor stellte der Busboykott von Montgomery von 1955/1956 die Rassentrennung in Frage. Dieses Ereignis wird als die Geburtsstunde der US-amerikanischen Bürgerrechtsbewegung angesehen.
Es war gewagt, als der schwarze Rockmusiker, sozusagen dem Idol „weißer“ Musikkultur in übertragenem Sinne die Duzfreundschaft anbot. Der Musikpublizist und Hochschullehrer Lutz Lesle schreibt:

„Diese demonstrative Geste, die dem elitären Gehabe der oberen Gesellschaftsschicht in den USA eins auswischen wollte, hat in der Folge Schule gemacht. Die Beatles haben den Song aufgegriffen, mit ihnen manche anderen Musiker der ‚Szene‘: Und so entstand allmählich ein Kapitel Wirkungsgeschichte Beethovens innerhalb der Popmusik. Das bildungsbürgerliche Entweder/Oder, ‚Beethoven oder Rock‘, versuchten die Rockmusiker als ideologisches Vorurteil zu entlarven. Sie propagierten ‚Rock mit Beethoven‘.“

Der Beginn der enorm schnellen Entwicklung der Massenmedien bedeutete eine radikale Umwälzung der Produktions-, Verbreitungs-, Rezeptions- und Wirkungsbedingungen von Musik, die sich in den industriell hochentwickelten USA zuerst vollzog. Es war ein Land, das nicht die verheerenden Zerstörungen des Zweiten Weltkriegs erlitten hatte und damit direkt im Alltag konfrontiert war. Berrys Roll Over Beethoven zeigt dies deutlich. Das offenbart der Song nicht nur was die Oberfläche der kommerziell geschürten Rock-’n’-Roll-Begeisterung anbelangt, sondern viel stärker noch in einem sich entwickelnden Gefühl für die sich vor diesem Hintergrund abzeichnende Fragwürdigkeit aller zu dieser Zeit etablierten musikalischen Umgangsregeln – im sozialen Verhalten, welche für die Gesellschaft als Verhaltensnorm gelten – am Beispiel von Beethoven und Tschaikowski. Er stellte ihren vermeintlich sicheren Platz innerhalb einer bürgerlichen Ordnung und Gesellschaft – den diese innehatten – in Frage.
Der deutsche Musikwissenschaftler Peter Wicke merkt an:

„Die Entwicklung ist mit der Technologie der audiovisuellen Massenkommunikation und den dadurch ausgelösten sozialen Wandlungen innerhalb der Kultur tatsächlich über die ästhetischen Maximen eines Beethoven und der großen bürgerlichen Musiktradition buchstäblich ‚hinweggerollt‘. Die Veränderungen waren tiefgreifend. […] Es sind neue Erfahrungen im Medium Kunst, gebunden an die Technik der Massenkommunikation, vermittelt im Alltag ihrer Rezipienten. Sie haben sich in einem Konzept von Musik niedergeschlagen, für das die Begrifflichkeit der Kunstwerk-Ästhetik untauglich ist. Sie haben den akademischen Kunstexperten seiner Autorität beraubt, weil in diesem sozialen Modell von Kunst, den populären Kunstformen, ein jeder zugleich Experte ist. Darin liegt die tiefere Wahrheit von Chuck Berrys Rock-’n’-Roll-Nummer aus den 1950er Jahren – Roll Over Beethoven.“

Die umsichgreifende Faszination der Rock-’n’-Roll-Musik wird von Berry mit Fieber und Krankheit gleichgesetzt, deren Unabwendbarkeit zu einer Metapher für ihre Wirkmächtigkeit gesehen ist. Nicht ohne Ironie hat er diese Faszination selbstbewusst einem Kunstverständnis gegenübergestellt – versinnbildlicht in den Namen der klassischen Künstler –, zu dem größere Kontrastierung als die besungene Jukebox und auch allgemein eine sich selbst genügende Sinnlichkeit des Rock ’n’ Roll nicht möglich erscheinen. Dabei wird gleichsam ein vergleichbarer Stellenwert und ebenbürtige kulturelle Relevanz beansprucht. Es ist viel mehr als eine bloße Provokation der Erwachsenenwelt durch einen betont respektlosen Umgang mit ihren musikalischen Heiligtümern. Was Berry in diesem Song herausschrie, sein „atemloses Roll Over Beethoven“, fordert ein Musikverständnis ein, das sich seiner Neuartigkeit gewahr ist und sich althergebrachten musikalischen Traditionen herausfordernd entgegenstellt.
Genau betrachtet neu war daran das Verhältnis des Rock ’n’ Roll zu den Massenkommunikationsmitteln Schallplatte; Rundfunk, TV und Film. Der amerikanische Rock ’n’ Roll hatte in diesen seine Voraussetzungen für sein Dasein. Er akzeptierte diesen Umstand kompromisslos als Möglichkeit für künstlerisches Schaffen. Die geldbringende Durchschlagskraft, die er zeigte, hatte es zuvor so noch nicht gegeben. Sie ist nicht, wie oft behauptet, in vermeintlicher Exotik seiner afroamerikanischen Wurzeln verankert. Bereits in der Ära des Swing – mehrere Jahrzehnte zuvor – sind „schwarze“ Künstler und Bands durch ein ganz universell hautpigmentiertes Publikum bestätigt worden. Es hat – anders als oft behauptet – auch davor schon Austauschprozesse zwischen „schwarzer“ und „weißer“ Musik gegeben. Die Vorspiegelung einer völlig separaten Entwicklung afro- und euroamerikanischer Musik beinhaltet ein rassistisches Argument. Mit diesem wurde versucht errichtete Rassenschranken zu legitimieren, indem ein angeblich in der Hautpigmentierung begründeter tatsächlicher kultureller Gegensatz zwischen „schwarz“ und „weiß“ behauptet wird, den erst der Rock ’n’ Roll überbrückt habe. Die Beziehungen zwischen der afroamerikanischen Bevölkerungsminderheit in den USA und den Amerikanern „weißer Hautfarbe“ sind auch vor dem Hintergrund willkürlich aufgerichteter Rassenschranken weit vielschichtiger, als ein solches schematisches Schwarz-weiß-Denken suggeriert.
Es war unter anderem das Roll Over Beethoven von Berry, in dem das neue musikalische Selbstverständnis der sich in den USA bereits auf ihrem Höhepunkt befindenden Rock-’n’-Roll-Begeisterung ihren provokanten und herausfordernden Ausdruck fand. Dieser blieb so etwas wie ein Leitmotiv.